# Dorfkirche Lüttgenziatz

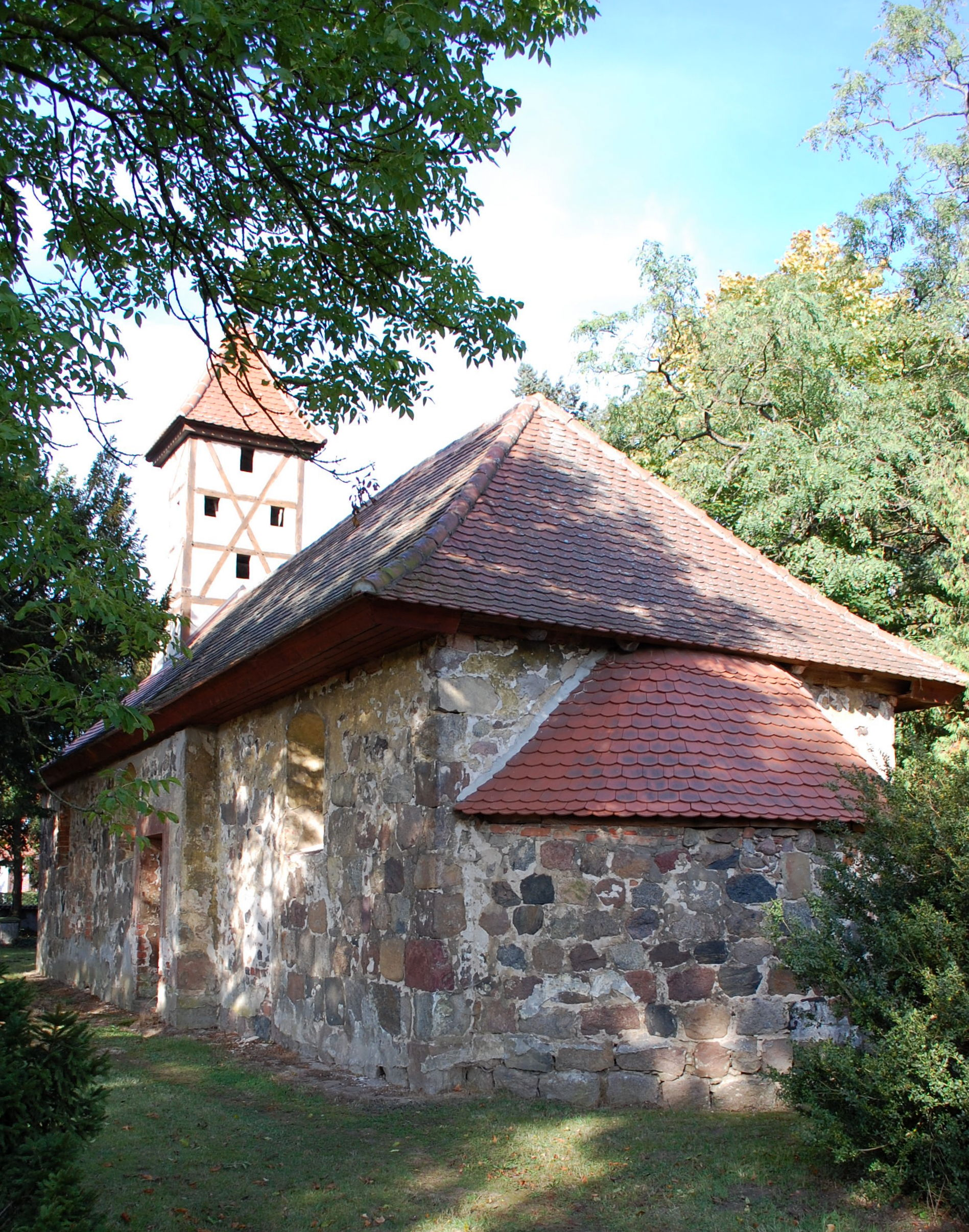
Dorfkirche Lüttgenziatz

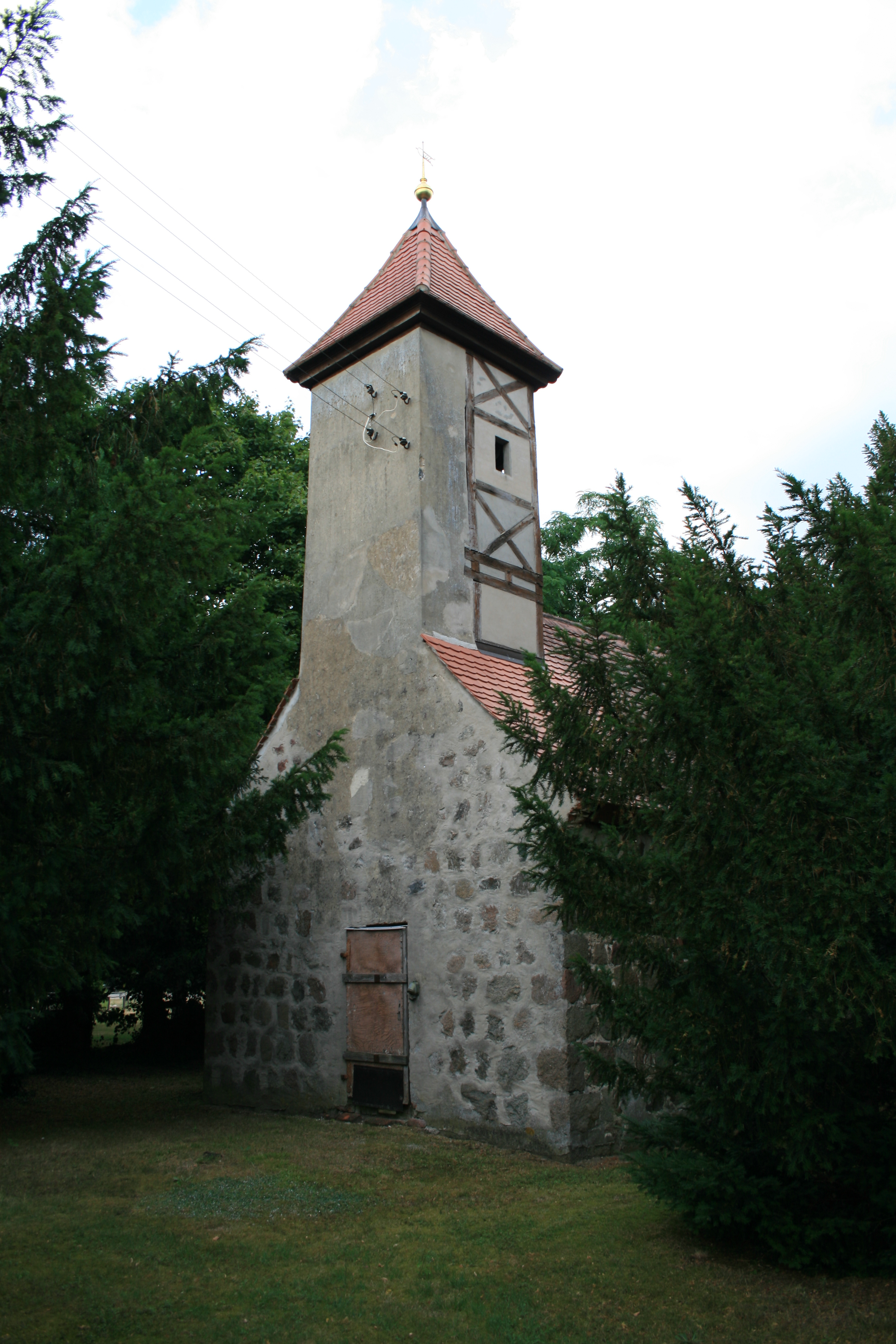
Blick von Südwesten

Die Dorfkirche Lüttgenziatz ist die evangelische Kirche des zur Gemeinde Möckern gehörenden Dorfes Lüttgenziatz in Sachsen-Anhalt.
Die Kirche befindet sich im nördlichen Teil des Dorfes auf der Westseite der Dorfstraße.

## Architektur und Geschichte
Die kleine aus Feldsteinen errichtete Saalkirche ist in ihrem Kern romanisch und entstand im 12. Jahrhundert. Der Chor ist leicht eingezogen, am Ostende befindet sich eine halbrunde Apsis. Während des Dreißigjährigen Kriegs kam es zu Zerstörungen. Die Kirche wurde danach in der Zeit um 1660 in veränderter Form wiederaufgebaut. Auf dem Westgiebel wurde im Jahr 1887 ein Dachreiter in Fachwerkbauweise aufgesetzt, wobei die Westwand des Dachreiters als massive Wand ausgeführt ist. Das Kirchendach ist auch im Bereich des schmaleren Chors in der Breite des Kirchenschiffs angelegt.
Im Jahr 1955 wurde das Kircheninnere umgestaltet.
Im örtlichen Denkmalverzeichnis ist die Kirche unter der Erfassungsnummer 094 76136  als Baudenkmal verzeichnet.